# コネクシオ

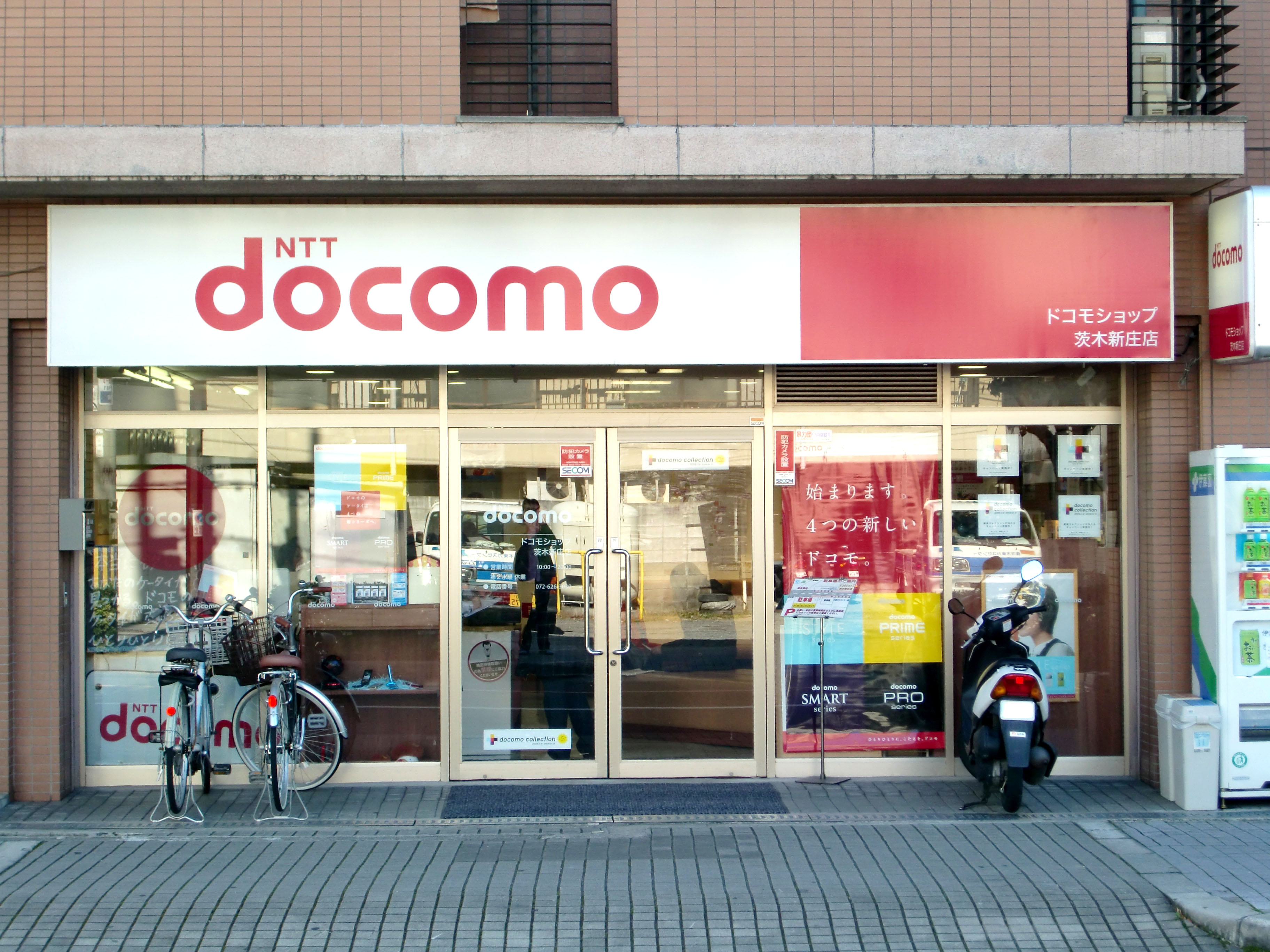
ドコモショップ

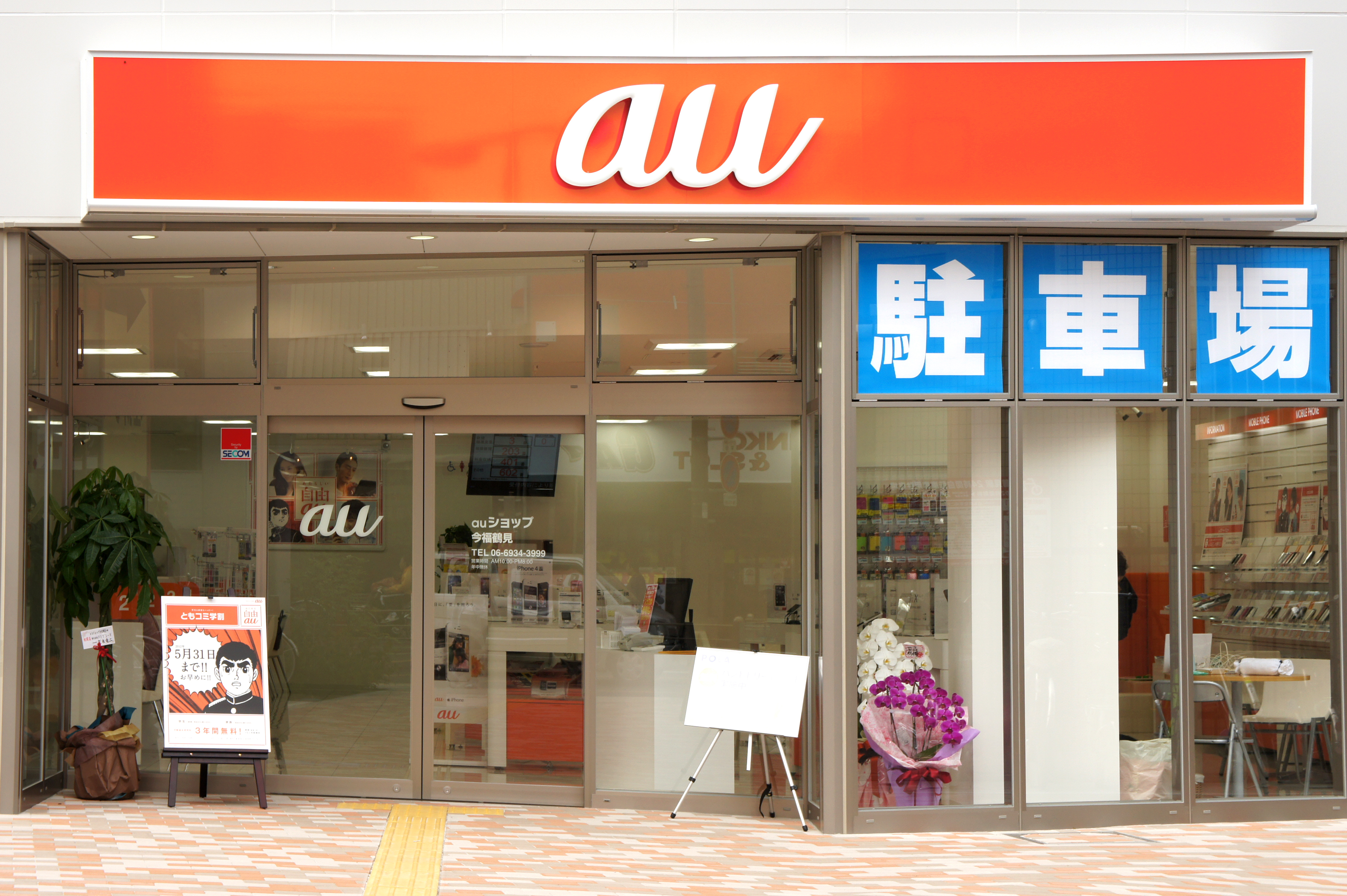
auショップ

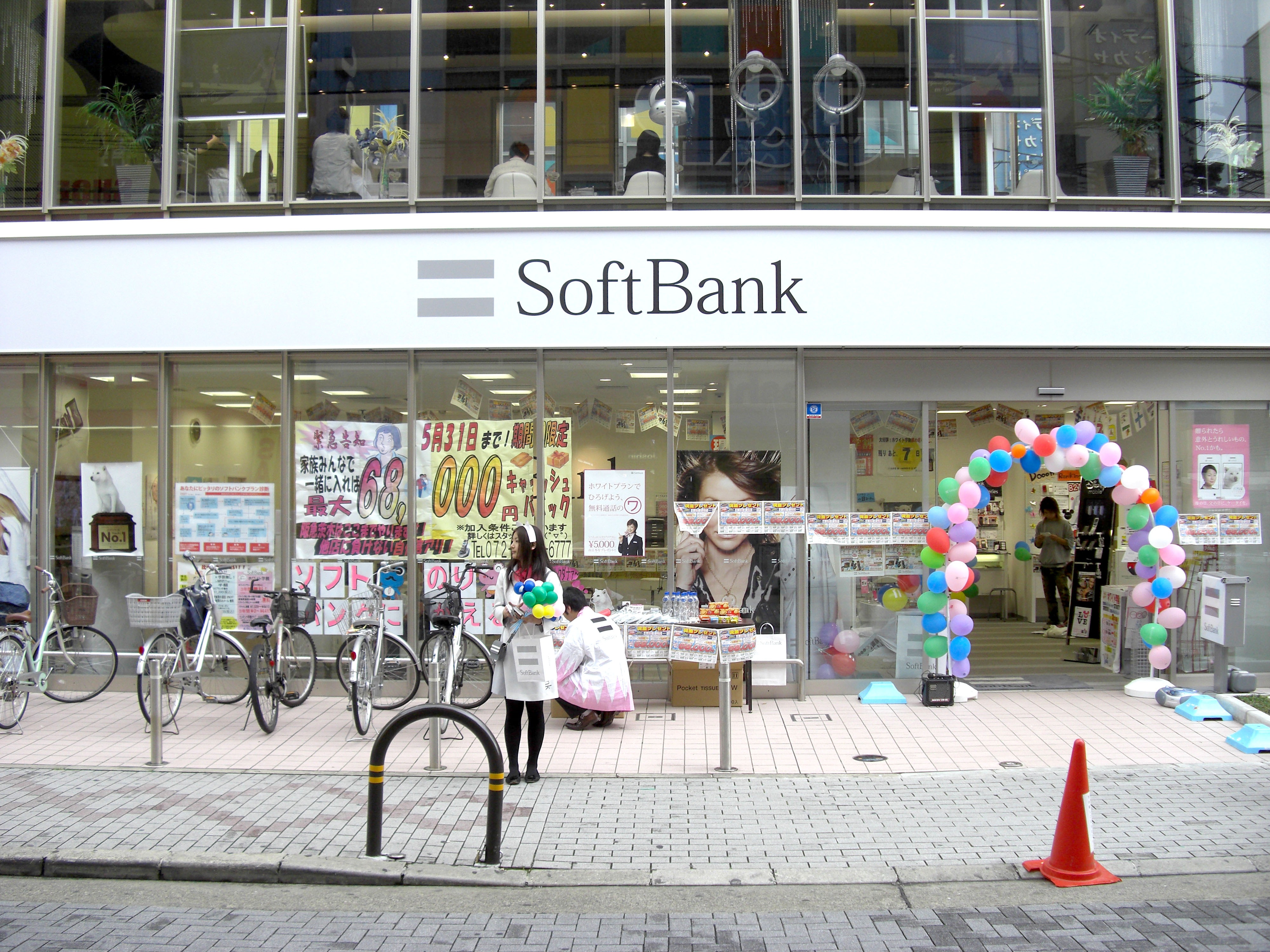
SoftBankショップ

コネクシオ株式会社（英文社名：CONEXIO Corporation）は、東京都港区に本社を置くノジマ系列の携帯電話、モバイル通信サービスの販売代理店事業を行っている企業である。

## 概要
1997年、伊藤忠商事の携帯電話販売の業務受託会社として、東京都港区北青山に設立され、2002年4月、伊藤忠商事より携帯会社各社の一次代理店としての地位を承継し、法人営業および携帯ショップの運営を開始した。2008年時点では4位、2017年時点では携帯販売代理店の中で業界第2位の企業である。

## 事業内容
携帯電話の通信サービスの契約取次、契約者へのアフターサービスおよび携帯電話端末の販売を行う、いわゆる携帯電話の一次代理店を基幹事業としている。
- 通信サービスの契約取次とは、通信キャリア（NTTドコモ、KDDI、ソフトバンクモバイル、ウィルコム、イー・モバイル）との間の代理店契約に基づき、コンシューマまたは法人顧客に対し、電気通信サービスの契約取次を行うものであり、契約成立時及びその後の一定期間において、通信キャリアから手数料を収受するビジネスである。通信キャリア認定ショップ（ドコモショップ、auショップ、ソフトバンクショップ（関東、四国地域のみ）、ウィルコムカウンター（関西のみ））においては、各種アフターサービス業務に係る手数料の収受もある。2008年12月末現在、182店（直営114店/運営委託68店）の運営を行っている。
- 携帯電話端末の販売とは、通信キャリアから仕入れた携帯電話、モバイルコンピュータの通信端末をコンシューマまたは法人顧客に対して販売するものである。これらの営業活動は、カメラ/家電量販店、キャリア認定ショップおよび法人営業担当部門で行われている。
- 法人事業においては、携帯電話を利用したマーケティング・ソリューションの提供（株式会社マクロミルとの共同提供しているモバイルリサーチサービス「モバイルミル」）[2]およびコンビニエンスストアに対するプリペイドサービスの提供（店舗に設置されているマルチメディア端末（Famiポート）を用いた電子マネーの発券業務等）も行っている。

## 沿革
- 1997年（平成9年）
  - 8月 - アイ・ティー・シーネットワーク株式会社を設立。大阪センター（現・関西支社）を開設。
  - 10月- 東海ネットワーク株式会社を設立。
- 2002年（平成14年）
  - 4月 - 伊藤忠商事より携帯会社各社の一次代理店としての地位を承継。
  - 5月 - アイ・ティー・シーネットワークサービス株式会社を設立。
  - 7月 - 東海ネットワークを吸収合併。
- 2004年（平成16年）
  - 7月21日 - 株式会社マクロミルと共同で「モバイルミル」のサービス開始[2]。
  - 8月 - ISMS適合性評価制度の認証取得。
- 2005年（平成17年）
  - 1月25日 - 「269g（ブログ・ジー）」とフリーペーパー『花日和』の連携サービス開始[3]。
  - 2月 - 本社を東京都渋谷区恵比寿に移転。
- 2006年（平成18年）
  - 3月10日 - 東京証券取引所第二部に株式上場。
  - 7月 - アイ・ティー・シーネットワークサービスを吸収合併。
  - 8月 - 株式会社イドムココミュニケーションズを新日本石油より買収。
- 2007年（平成19年）
  - 4月 - イドムココミュニケーションズを吸収合併。
  - 10月 - 株式会社ITCNアシスト（現・コネクシオウィズ）が障害者雇用促進法に定める特例子会社の認定を取得。
  - 12月27日 - 東京証券取引所第一部に指定替え。
- 2008年（平成20年）
  - 7月 - 株式会社日立モバイルから100%出資子会社・ITCモバイル株式会社へ移動体通信販売事業を譲渡[4]。
  - 7月 - ITCモバイルを吸収合併。
- 2009年（平成21年）12月 -　運営している携帯ショップ内でデジタルサイネージ試験サービスを開始した。ドコモショップ新宿西口店、新宿東口店にインターネットへ無線で接続したデジタルサイネージを10台設置し、携帯電話の製品情報や各種サービス、携帯コンテンツ情報、一般企業の広告の配信等を行い、販促ツールおよび広告媒体としての可能性を検証している[5]。
- 2012年（平成24年）10月 - パナソニック モバイルコミュニケーションズの子会社だったパナソニック テレコム株式会社を吸収合併。
- 2013年（平成25年）10月 - コネクシオ株式会社に商号変更。
- 2014年（平成26年）
  - 本社を恵比寿から新宿へ移転。
  - 一般社団法人全国携帯電話販売代理店協会の設立に参画し、副会長幹事会社となる
- 2022年（令和4年）1月 - 本社を新宿から虎ノ門へ移転。
- 2023年（令和5年）
  - 2月 - ノジマの完全子会社であるNCX株式会社が株式公開買付けにより議決権所有割合ベースで94.02%の株式を取得。伊藤忠商事は株式公開買付けに応じ、資本関係が無くなる[6]。
  - 3月17日 - 東京証券取引所プライム市場上場廃止。
  - 3月22日 - 株式売渡請求によりNCX株式会社の完全子会社となる[7]。
- 2023年（令和5年）10月 - NCX株式会社がコネクシオ株式会社（初代）を吸収合併し、コネクシオ株式会社（2代）に商号変更[8]。

## 事業所
- 本社 - 〒105-6907 東京都港区虎ノ門4-1-1 神谷町トラストタワー7階
- 支社・支店

東北・北海道支社 - 〒980-0021 宮城県仙台市青葉区中央2-11-1 オルタス仙台ビル6F
- 北海道支店 - 〒065-0007 北海道札幌市東区北7条東8-2-5　FA-N7ビル1F

東海支社 - 〒450-6039 愛知県名古屋市中村区名駅1-1-4　JRセントラルタワーズ39F
北陸支社 - 〒920-0210 石川県金沢市大河端西2-43
関西支社 - 〒532-0003 大阪府大阪市淀川区宮原1-6-1　新大阪ブリックビル13F
中国・四国支社 - 〒730-0035 広島県広島市中区本通9-25　杉屋ビル
- 四国支店 - 〒761-8073 香川県高松市太田下町3031-17

九州支社 - 〒812-0012 福岡県福岡市博多区博多駅中央街8-27　第16岡部ビル4F
- その他

豊洲事業所 - 〒135-0051 東京都江東区枝川1丁目10-24 FACE-1ビル6F
深川事業所 - 〒135-0044 東京都江東区越中島1-1-1　500号棟4F
横浜関内ビジネスセンター - 〒231-0023 神奈川県横浜市中区山下町223-1　NU関内ビル4F
札幌テレマーケティングセンター - 〒060-0807 北海道札幌市北区北7条西5丁目5-3　札幌千代田ビル2F
- 運営する一次代理店については公式サイト「ショップ展開」を参照。

## 社名の由来
コネクシオ（CONEXIO）は、ラテン語の「絆」を語源とする。

## 認可・資格
- 情報セキュリティマネジメントシステム（JIS Q 27001:2006 (ISO/IEC27001:2005)）
- 品質マネジメントシステム（JIS Q 9001：2000/ISO9001：2000）
- 環境マネジメントシステム（ISO 14001：2004）

## 子会社
- 株式会社コネクシオウィズ - 障害者雇用促進法に定める特例子会社